# Gomecello
Gomecello ist eine kleine westspanische Gemeinde (municipio) in der Provinz Salamanca in der Autonomen Gemeinschaft Kastilien-León. Sie befindet sich etwa 13 Kilometer nordöstlich von der Provinzhauptstadt Salamanca. 2024 hatte die Gemeinde 412 Einwohner.

## Geographie
Die Fläche der Gemeinde beträgt 20,70 km² und umfasst neben dem Hauptort nur sehr spärlich bebautes Ackerland und einen großen Wertstoffhof.
Das Gemeindegebiet wird von den parallel zueinander verlaufenden Straßen N-620 und A-62 durchquert, zu denen Gomecello auch Anbindungen besitzt. Außerdem führt eine Eisenbahnstrecke durch den Ort.

## Bevölkerungsentwicklung
Bis 1950 stieg die Einwohnerzahl des Dorfes, jedoch erlebte Gomecello wie die meisten Gemeinden in der Region in der zweiten Hälfte des 20. Jahrhunderts einen starken Bevölkerungsrückgang. Im Jahr 2022 lebten dort nur noch 407 Menschen.
| Jahr      | 1900 | 1920 | 1940 | 1960 | 1981 | 1991 | 2001 | 2017 | 2018 |
| Einwohner | 348  | 538  | 905  | 1013 | 693  | 635  | 520  | 455  | 444  |

## Bauwerke

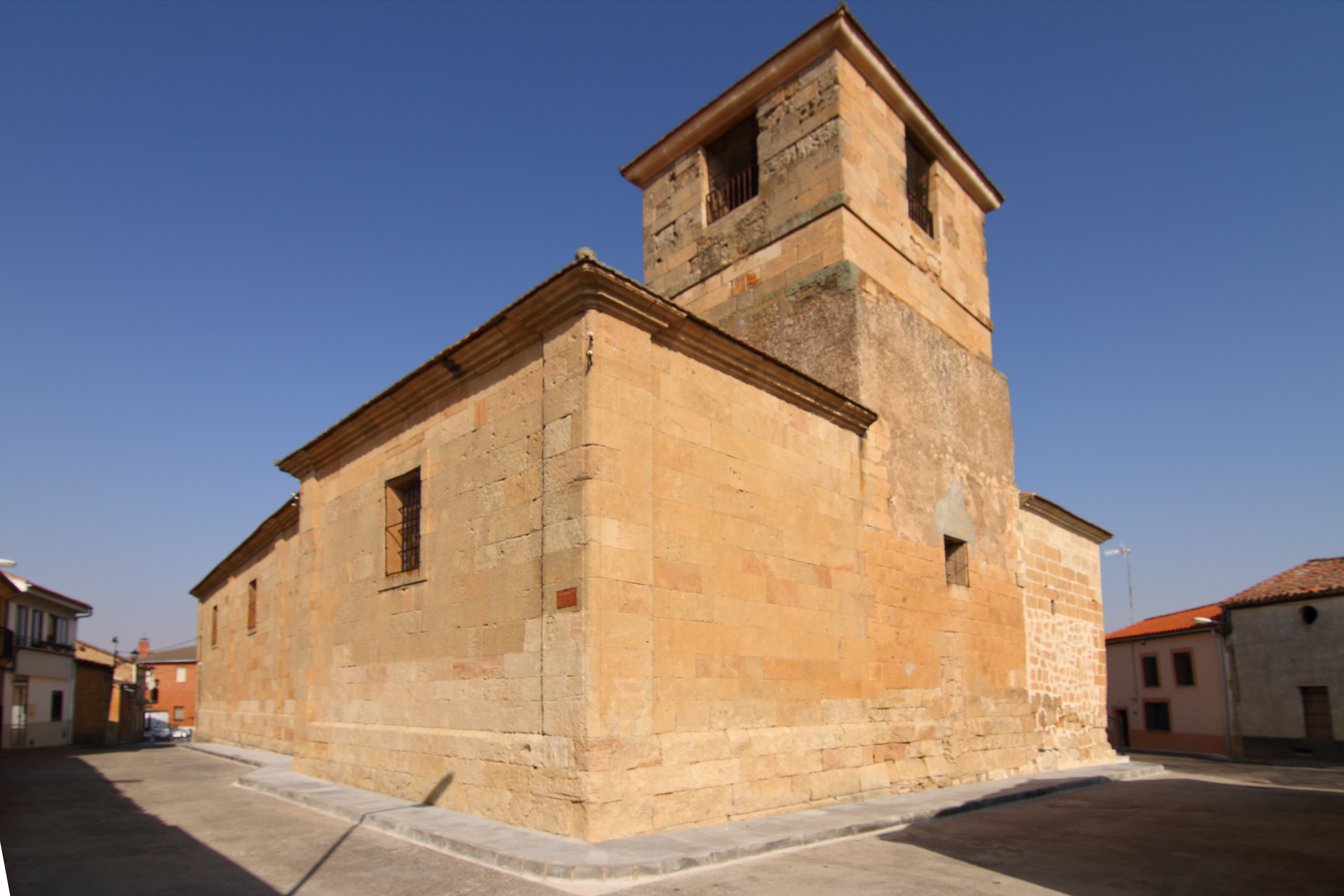
Iglesia de Nuestra Señora de la Merced

- Iglesia de Nuestra Señora de la Merced, Mittelalterliche Kirche